# Гранич Наталія Василівна
Ната́лія Васи́лівна Гра́нич (*8 жовтня 1967, Волгоград) — українська поетеса.
Народилася 8 жовтня 1967 р. в м. Волгограді, Росія.

## Життєпис
Закінчила Рівненський державний інститут культури. Директорка Волинської обласної бібліотеки для дітей. З вересня 2022 року очолює Волинську державну обласну універсальну наукову бібліотеку імені Олени Пчілки.
Одружена з Василем Слапчуком.

## Твори
Поезія
- «На білім аркуші молитви» (Луцьк: МП «Зоря», 1999)
- «Крилатий пес розлуки» (Луцьк: Видавництво «Волинська обласна друкарня» 2002)
- «П’ятнадцятий камінь саду Райондзі» (Луцьк: Твердиня, 2007)
- «Ангелик на долоньках. Дмитрикова книжечка» (Луцьк: Твердиня, 2008)
- «Срібна дівчинка» (Луцьк: Терен, 2011)

Критика
- «Безсмертні лики слів» (Луцьк: Видавництво «Волинська обласна друкарня» 2003)

## Премії
- Премія імені Миколи Гоголя - «Тріумф» (2003)
- Премія імені Дмитра Нитченка (Ліга українських меценатів, 2003)